# Michael R. Clifford
Michael R. Clifford (anglès: Michael Richard Clifford)  (San Bernardino, 13 d'octubre de 1952 - North Myrtle Beach, 28 de desembre de 2021) va ser un oficial de l'Exèrcit dels Estats Units i astronauta de la NASA. Clifford és considerat un aviador de l'Exèrcit Master i va registrar més de 3.400 hores de vol en una àmplia varietat d'avions fixos i rotatoris. Clifford es va retirar de l'exèrcit dels EUA amb el rang de tinent coronel. Va registrar 6 hores de caminada espacial en tres missions de transport espacial. També és una de les primeres persones a realitzar una caminada espacial mentre estava atracat en una estació espacial en òrbita. La caminada espacial es va dur a terme durant l'STB -76, mentre va atracar en l'estació espacial russa Mir.

## Biografia
Va néixer a San Bernardino, Califòrnia, el 13 d'octubre de 1952, fill de Lenore (nascuda Chaffin) i el seu primer marit John Michael Uram. La seva mare es va casar posteriorment amb Gordon Clifford. Rich Clifford es va graduar a l'escola secundària Ben Lomond a Ogden, Utah, el 1970. Era un explorador de primera classe en els Boy scouts d'Amèrica.
Clifford va rebre una llicenciatura en ciències de l'Acadèmia Militar dels Estats Units (USMA) a West Point, Nova York, el 1974, i un màster en ciències en enginyeria aeroespacial de l'Institut de Tecnologia de Geòrgia el 1982.

## Carrera militar
Clifford es va graduar a West Point el juny de 1974 i va ser nomenat segon tinent a l'exèrcit dels EUA. Va servir amb el 10è de cavalleria a Fort Carson, Colorado. A l'escola d'aviació de l'exèrcit dels EUA, va ser el millor graduat de la seva classe de vol i va ser designat aviador de l'exèrcit el 1976. Posteriorment va ser assignat durant tres anys com a comandant d'esquadró de servei amb la Tropa d'Atac, 2n Regiment de Cavalleria Blindada a Nuremberg, Alemanya Occidental. Després de completar la seva formació de postgrau el 1982, va ser assignat al Departament de Mecànica de la USMA com a instructor i professor ajudant. El desembre de 1986, es va graduar a la United States Naval Test Pilot School i va ser designat pilot de prova experimental. El 1995, Clifford es va retirar de l'exèrcit dels EUA amb el grau de tinent coronel.

## Carrera a la NASA

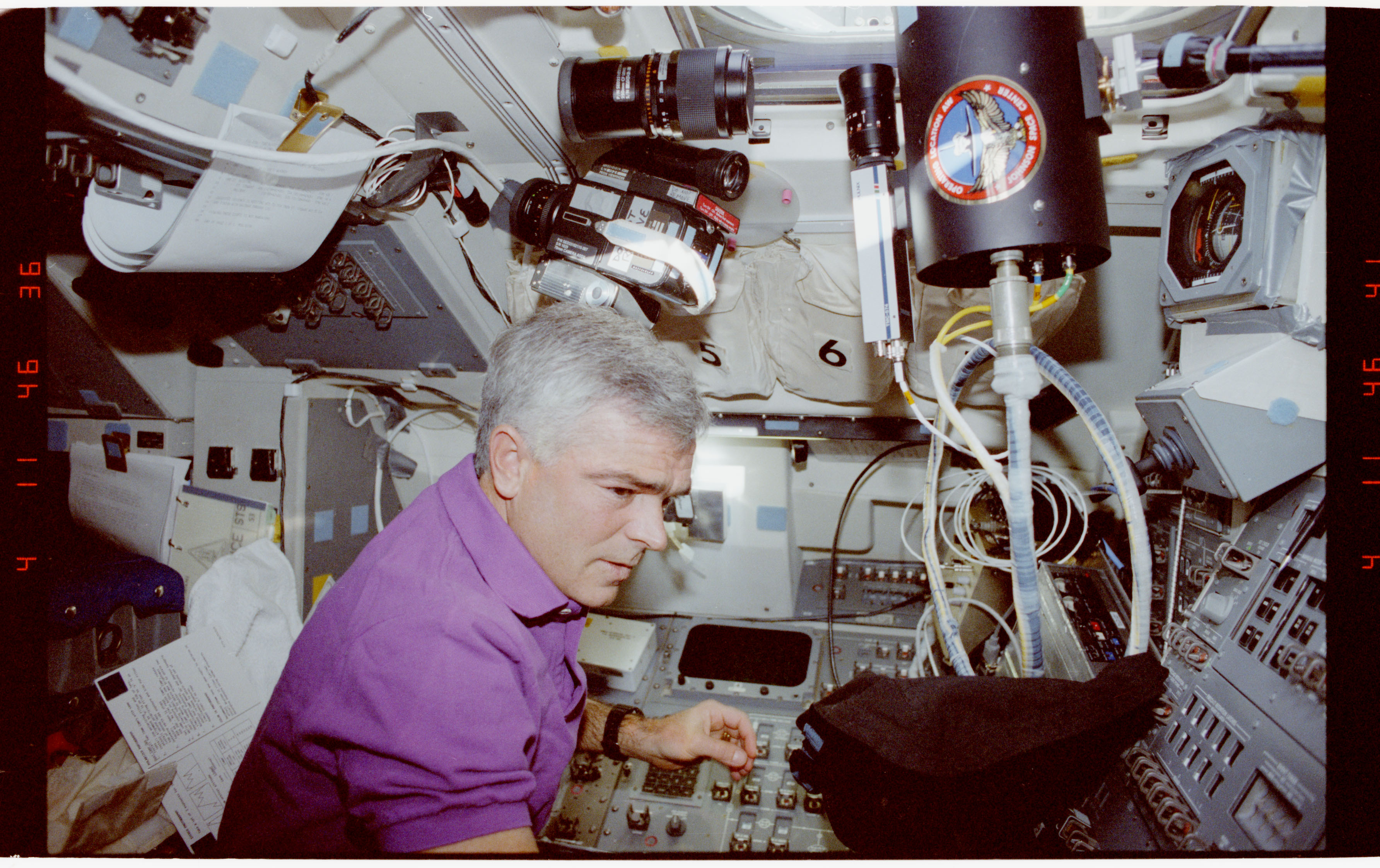
Clifford va instal·lar l'equip d'experimentació per a BLAST a bord del Discovery durant STS-53.

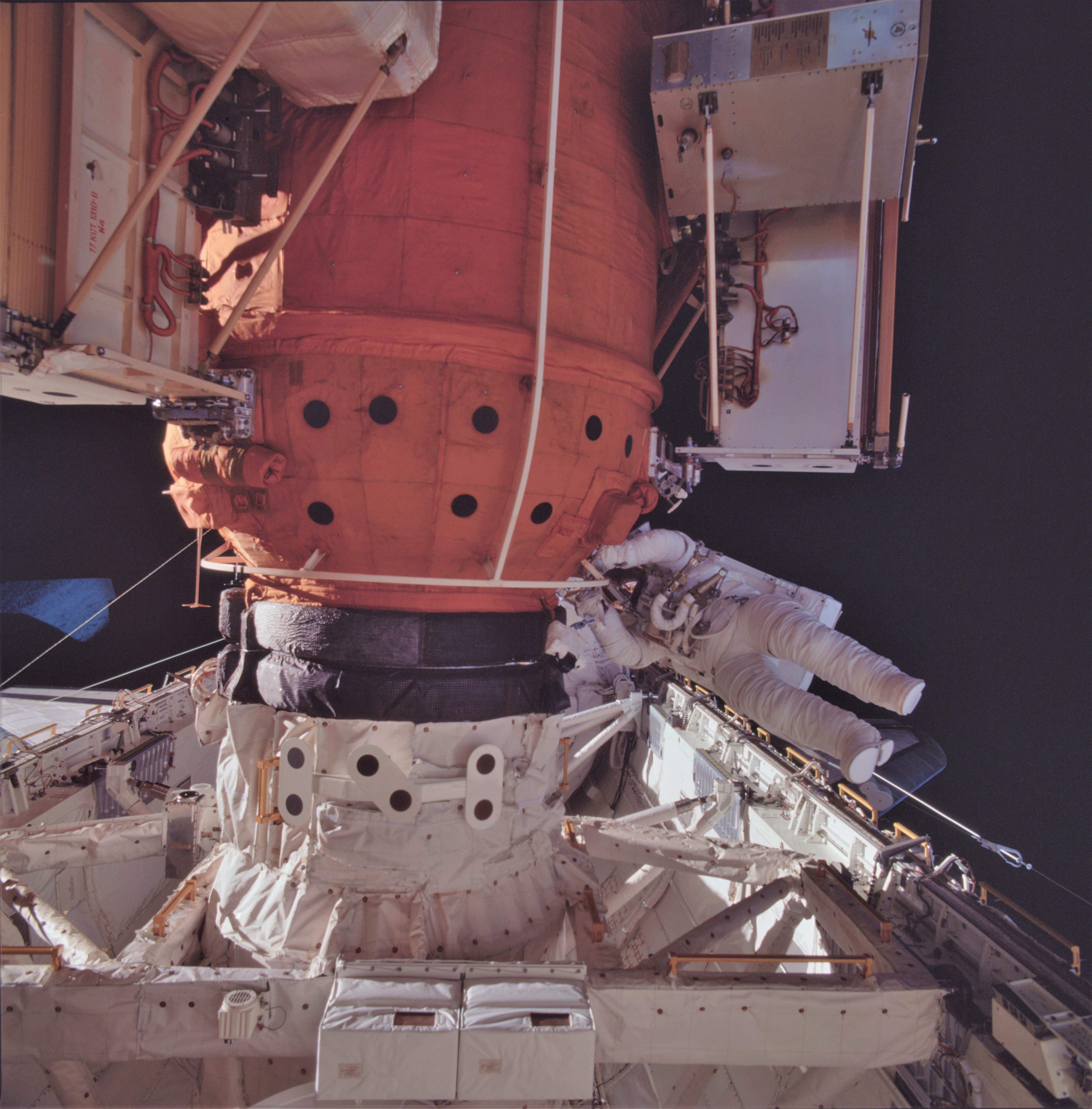
Clifford treballant en una barra de contenció al mòdul d'acoblament Mir durant la seva caminada espacial el 27 de març de 1996 durant STS-76

Com a oficial militar, Clifford va ser assignat al Centre Espacial Johnson el juliol de 1987. Com a enginyer d'integració de vehicles del transbordador espacial, les seves funcions incloïen l'enllaç d'enginyeria per a les operacions de llançament i aterratge del programa del transbordador espacial; va participar en la certificació del disseny i la integració del sistema d'escapament de la tripulació de la llançadora, i va ser membre de la junta executiva de l'equip d'avaluació posterior al vol de Solid Rocket Booster. Clifford va ser seleccionat per unir-se al Grup 13 d'Astronautes de la NASA el juliol de 1990. També va ocupar diferents tasques tècniques. Des d'abril fins a l'agost de 1991, Clifford va ser assignat a la Branca de Desenvolupament de Missió de l'Oficina d'Astronautes on va participar en el disseny, desenvolupament i avaluació de les càrregues útils de la llançadora i l'equip de la tripulació amb interfícies d'activitat extravehicular (EVA). Des de maig de 1994 fins a setembre de 1995, va exercir com a responsable de temes de vehicles i muntatge de l'estació espacial. Veterà de tres vols espacials, Clifford va volar com a especialista a la missió STS-53 el 1992, STS-59 el 1994, i STS-76 el 1996. Ha registrat 665 hores a l'espai, inclosa una caminada espacial de 6 hores.

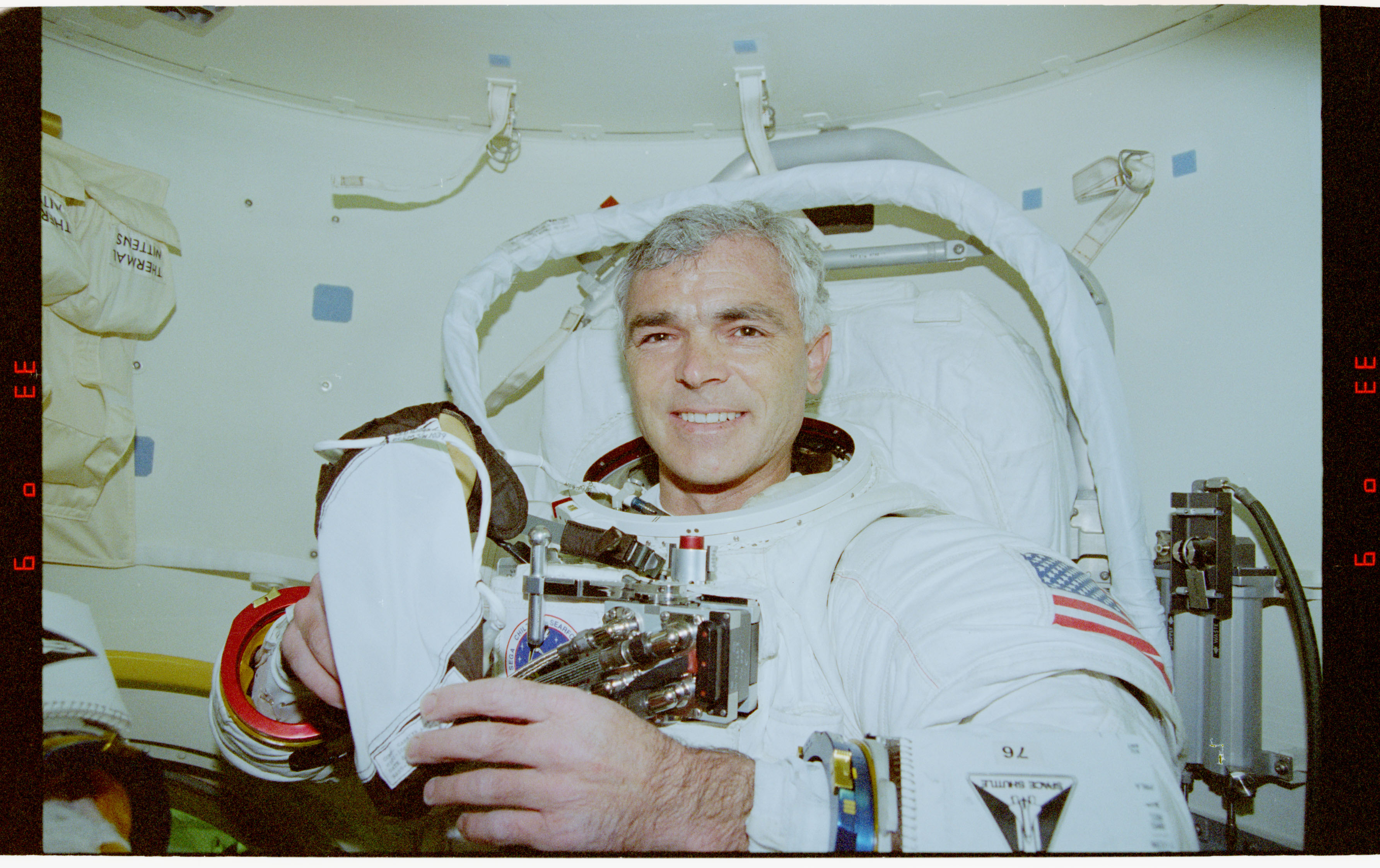
Clifford després de la caminada espacial a STS-76, sortint del seu vestit EMU.

## Carrera posterior a la NASA
Clifford va renunciar al cos d'astronautes i va deixar la NASA el gener de 1997 per unir-se al Grup de Defensa i Espai de Boeing com a director d'operacions de vol per al Programa de l'Estació Espacial Internacional. Més tard va supervisar el programa de llançadora de Boeing fins que es va acabar. Després d'uns 13 anys, va deixar Boeing el setembre de 2011.

## Honors
Va rebre la Medalla del Servei Superior de Defensa, la Legió al Mèrit, la Medalla del Servei Meritori de la Defensa, la Medalla d'Elogi de l'Exèrcit, la Medalla del Servei de Defensa Nacional amb dispositiu d'estrella de bronze, la Cinta del Servei de l'Exèrcit, la Medalla d'Assoliment de la Intel·ligència Nacional i la Medalla de Vol Espacial de la NASA. Va ser membre de l’Associació d'Exploradors de l'Espai. Va rebre el Premi al Lideratge Públic en Neurologia de l’Acadèmia Americana de Neurologia el 2012.

## Vida personal i mort
Clifford es va casar amb Nancy Elizabeth Brunson de Darlington, Carolina del Sud; van tenir dos fills, Richard i Brandon. Els Clifford es van instal·lar a North Myrtle Beach, Carolina del Sud el 2012 i Rich hi va viure fins a la seva mort el 2021. Segons la seva dona Nancy, la seva primera néta es deia "Eva, que significa activitat extra vehicular". Aquesta és la seva caminada espacial".
Va ser diagnosticat amb la malaltia de Parkinson el 1994 quan tenia 42 anys. Sospitava que les exposicions als plaguicides utilitzats en les granges i altres productes químics utilitzats en de la seva malaltia. Després de la jubilació de la seva carrera espacial el 1997, es va convertir en un defensor de la consciència de la malaltia de Parkinson i va animar a altres pacients de la malaltia a viure la vida al màxim. El cineasta Zach Jankovic, fill del Dr. Joseph Jankovic, qui va ajudar a diagnosticar Clifford, va fer un documental detallant les experiències de Clifford amb la malaltia; el curtmetratge titulat The Astronaut's Secret va guanyar el concurs anual de l'Acadèmia Americana de Neurologia de la Fundació 2012 "Neuro Film Festival" i va ser estrenat El 2014.
Clifford va morir de complicacions del Parkinson el 28 de desembre de 2021, a l'edat de 69 anys.